# Everything Sucks!
Everything Sucks! is een Amerikaanse coming of age- en dramedy-televisieserie van Ben York Jones en Michael Mohan voor Netflix die op 16 februari 2018 voor het eerst werd uitgezonden nadat Netflix tien afleveringen van ongeveer een half uur had besteld. De serie parodieert de Amerikaanse jongerencultuur uit de jaren 90 en speelt zich af in 1996 in het plaatsje Boring in de staat Oregon. Het verhaal gaat over een groep jongeren die samen een film maken en tegelijkertijd omgaan met problemen rondom uitgaan en seksualiteit.
Op 6 april 2018 werd bekendgemaakt dat Netflix geen tweede seizoen zou gaan uitzenden.

## Verhaal
Everything Sucks! gaat over twee groepen studenten op de fictieve Boring High School in 1996. Luke O'Neil is net zoals zijn vrienden McQuaid en Tyler een eerstejaarsstudent. De vrienden worden gezien als buitenbeentjes. Op de eerste dag van de middelbare school gaan ze naar de A/V Club (audiovisual, oftewel film) waar Luke al snel valt voor Kate Messner, een tweedejaars-leerlinge en de dochter van de directeur van Boring High School. Kate begint echter vraagtekens te zetten bij haar seksuele geaardheid en begint zich langzaamaan aangetrokken te voelen tot dramastudente Emaline Addario, die een relatie heeft met collega-dramastudent Oliver Schermerhorn. Kate besluit echter verkering met Luke te krijgen nadat er geruchten over haar vermeende homoseksualiteit worden verspreid op school.
Nadat Luke en Kate onbedoeld de decors en rekwisieten vernielen wordt het toneelstuk waar de dramaclub aan heeft gewerkt geannuleerd. Naar aanleiding hiervan stellen Luke en zijn vrienden voor om de A/V Club en de dramaclub samen een film te laten maken, die vervolgens aan de hele school zou worden vertoond. Luke houdt zich ondertussen ook bezig met het bekijken van oude VHS-banden die zijn vader heeft gemaakt voordat hij hem en zijn moeder verliet. Luke's moeder, Sherry, begint een relatie met Ken, Kate's vader en de directeur van Boring High. Uiteindelijk verbreken Emaline en Oliver hun relatie en krijgen Emaline en Kate verkering.

## Rolbezetting

### Hoofdpersonages
| Acteur                       | Personage           | Beknopte beschrijving                               |
| ---------------------------- | ------------------- | --------------------------------------------------- |
| Jahi Di'Allo                 | Luke O’Neil         | Een eerstejaars die verliefd is op Kate Messner.    |
| Peyton Kennedy               | Kate Messner        | De dochter van de directeur.                        |
| Patch Darragh                | Ken Messner         | De directeur en de vader van Kate.                  |
| Claudine Mboligikpelani Nako | Sherry O'Neil       | Luke's moeder, die een oogje heeft op Ken.          |
| Rio Mangini                  | McQuaid             | Een eerstejaars en vriend van Luke.                 |
| Quinn Liebling               | Tyler               | Een eerstejaars en vriend van Luke.                 |
| Sydney Sweeney               | Emaline Addario     | Een lid van de dramaclub en de vriendin van Oliver. |
| Elijah Stevenson             | Oliver Schermerhorn | Een lid van de dramaclub en de vriend van Emaline.  |

### Bijrollen
| Acteur              | Personage     | Beknopte beschrijving                                            |
| ------------------- | ------------- | ---------------------------------------------------------------- |
| Abi Brittle         | Leslie        | Een streng religieus lid van de A/V Club.                        |
| Jalon Howard        | Cedric        | Een lid van de dramaclub.                                        |
| Connor Muhl         | Scott Pocket  | Een leerling die het ochtendnieuws verkondigt samen met Jessica. |
| Nicole McCullough   | Jessica Betts | Een leerlinge die het ochtendnieuws verkondigt samen met Scott.  |
| Ben York Jones      | Mr. Stargrove | Een leraar die de A/V Club begeleidt.                            |
| Zachary Ray Sherman | Leroy O'Neil  | De vader van Luke die zijn gezin verlaten heeft.                 |

## Afleveringen

### Seizoen 1
| Nr. | Titel                                         | Geregisseerd door | Geschreven door               |
| --- | --------------------------------------------- | ----------------- | ----------------------------- |
| 1   | "Plutonium"                                   | Michael Mohan     | Ben York Jones, Michael Mohan |
| 2   | "Maybe You’re Gonna Be the One That Saves Me" | Michael Mohan     | Ben York Jones, Michael Mohan |
| 3   | "All That and a Bag of Chips"                 | Michael Mohan     | Noelle Valdivia               |
| 4   | "Romeo & Juliet in Space"                     | Michael Mohan     | Hayley Tyler                  |
| 5   | "What the Hell’s a Zarginda?"                 | Ry Russo-Young    | Ben York Jones, Michael Mohan |
| 6   | "Sometimes I Hear My Voice"                   | Ry Russo-Young    | Ben York Jones                |
| 7   | "Cheesecake to a Fat Man"                     | Ry Russo-Young    | Sean Cummings                 |
| 8   | "I Just Wanna Be Anybody"                     | Michael Mohan     | Hayley Tyler                  |
| 9   | "My Friends Have Been Eaten by Spiders"       | Michael Mohan     | Noelle Valdivia               |
| 10  | "We Were Merely Freshmen"                     | Michael Mohan     | Ben York Jones, Michael Mohan |